# Adamkowo
Adamkowo is een plaats in het Poolse district Tucholski, woiwodschap Koejavië-Pommeren
De plaats maakt deel uit van de gemeente Kęsowo en telt 60 inwoners.